# Yahdun-Lim
Yahdunlim (anche Yakhdunlim o Yahdun-Lim; ... – 1798 a.C.) fu re di Mari probabilmente dal 1820 al 1796 a.C.
Salì al trono dopo la morte di suo padre Iagitlim. Durante il suo regno rese Mari una delle maggiori potenze della regione. Condusse una campagna di successo sulla costa del Mar Mediterraneo.

## Biografia
All'inizio del suo regno sottomise sette leader tribali ribelli. Ricostruì le mura di Mari e Terqa, oltre a costruire un nuovo forte che chiamò Dur-Yahdun-Lim.
Il regno di Yahdun-Lim era minacciato dalle incursioni di varie tribù nomadi, come i Cananei, ma egli riuscì a soggiogarle e costringerle a pagare un tributo. Dopo aver ristabilito la pace interna fece costruire un tempio al dio Šamaš.
Si espanse quindi verso ovest e affermò di aver raggiunto il Mediterraneo. In seguito dovette affrontare una ribellione dei nomadi Banu-Yamina che stanziavano a Tuttol. I ribelli furono sostenuti dal re di Yamkhad Sumu-Epuh, i cui interessi erano minacciati dall'alleanza stabilita tra Yahdun-Lim ed Eshnunna. Yahdun-Lim sconfisse gli Yamina e riuscì ad evitare una guerra aperta con Yamkhad.
Con l'espansione di Shamshi-Adad I, figlio di Ila-kabkabi, verso Shubat-Enlil, Yahdun-Lim ricevette richieste di aiuto da parte dei sovrani minacciati dai piani espansionistici del re assiro. Ma prima che Yahdunlim potesse muoversi contro Shamshi-Adad, fu assassinato nel 1798 a.C. da suo figlio Sumu-Yamam, il quale fu lui stesso assassinato due anni dopo essere salito al trono. Nel caos che seguì, Shamshi-Adad avanzò e annesse al suo regno Mari, che fu assegnata a suo figlio Yasmah-Adad. 
Secondo William J. Hamblin, Yahdun-Lim fu invece ucciso in una battaglia contro Shamshi-Adad intorno al 1796 a.C.
Zimri-Lim, figlio ed erede di Yakhdunlim, fu costretto a fuggire ad Aleppo, dove sarebbe rimasto in esilio fino alla morte di Shamshi-Adad. 
Yahdul-Lim di Carchemish può anche essere talvolta indicato come Yahdun-Lim.